# Division Nationale 2024-25
La Division Nationale 2024-25 (Nationaldivisioun en luxemburgués) fue la 111.ª temporada de la División Nacional de Luxemburgo. La temporada comenzó el 3 de agosto de 2024 y terminó el 25 de mayo de 2025.
El Differdange 03 fue el defensor del título tras conseguir su primer campeonato en la temporada anterior.

## Sistema de competición
Los 16 equipos participantes jugarán entre sí todos contra todos dos veces totalizando 30 partidos cada uno. Al final de la temporada el primer clasificado obtendrá un cupo para la Primera ronda de la Liga de Campeones 2025-26. El segundo y tercer clasificado conseguirán un cupo a la Primera ronda de la Liga Conferencia 2025-26. Los últimos dos clasificados descenderán a la División de Honor 2025-26, mientras que el decimocuarto y decimotercer clasificado jugarán  el play-off de relegación contra el tercer y cuarto clasificado de la División de Honor 2024-25.
Un tercer cupo para la Liga Conferencia 2025-26 será asignado al campeón de la Copa de Luxemburgo.

## Ascensos y descensos
El Käerjéng 97, Marisca Mersch y el Schifflange 95 fueron los descendidos de la Division Nationale 2023-24. Los ascendidos para esta temporada son el Bettembourg, Rodange 91 y el Hostert.
| Pos. | de Division Nationale 2023-24 |
| ---- | ----------------------------- |
| 13.º | Käerjéng 97                   |
| 15.º | Marisca Mersch                |
| 16.º | Schifflange 95                |

| Pos. | de Division d'Honneur 2023-24 |
| ---- | ----------------------------- |
| 1.º  | Bettembourg                   |
| 2.º  | Rodange 91                    |
| 4.º  | Hostert                       |

## Equipos participantes
| Equipo              | Ciudad       | Estadio                                    | Capacidad |
| ------------------- | ------------ | ------------------------------------------ | --------- |
| Bettembourg         | Bettembourg  | Stade Municipal de Bettembourg             | 2.000     |
| Differdange 03      | Differdange  | Stade Municipal de la Ville de Differdange | 3.500     |
| F91 Dudelange       | Dudelange    | Stade Jos Nosbaum                          | 2.558     |
| Fola Esch           | Esch Alzette | Stade Émile Mayrisch                       | 7.826     |
| Hostert             | Hostert      | Stade Jos Becker                           | 1.500     |
| Jeunesse d'Esch     | Esch Alzette | Stade de la Frontière                      | 4.000     |
| Mondercange         | Mondercange  | Stade Communal de Mondercange              | 3.300     |
| Mondorf-les-Bains   | Mondorf      | Stade John Grün                            | 3.600     |
| Progrès Niedercorn  | Differdange  | Stade Jos Haupert                          | 2.800     |
| Racing Union        | Luxemburgo   | Stade Achille Hammerel                     | 5.814     |
| Rodange 91          | Rodange      | Stade Joseph Philippart                    | 3.400     |
| Swift Hesperange    | Hesperange   | Stade Alphonse Theis                       | 3.058     |
| UNA Strassen        | Strassen     | Complexe Sportif Jean Wirtz                | 2.000     |
| Union Titus Pétange | Pétange      | Stade Municipal de Pétange                 | 2.400     |
| Victoria Rosport    | Rosport      | VictoriArena                               | 2.500     |
| Wiltz 71            | Wiltz        | Stade Am Pëtz                              | 3.000     |

## Clasificación
| Pos. | Equipo              | Pts. | PJ | G  | E  | P  | GF | GC | Dif. | Clasificación y descenso 2025-26            |
| ---- | ------------------- | ---- | -- | -- | -- | -- | -- | -- | ---- | ------------------------------------------- |
| 1    | Differdange 03 (C)  | 78   | 30 | 25 | 3  | 2  | 69 | 7  | +62  | Primera ronda de la Liga de Campeones       |
| 2    | UNA Strassen        | 60   | 30 | 18 | 6  | 6  | 62 | 23 | +39  | Segunda ronda de la Liga Europa Conferencia |
| 3    | F91 Dudelange       | 57   | 30 | 17 | 6  | 7  | 67 | 34 | +33  | Primera ronda de la Liga Conferencia        |
| 4    | Racing Union        | 57   | 30 | 17 | 6  | 7  | 50 | 22 | +28  | Primera ronda de la Liga Conferencia        |
| 5    | Progrès Niedercorn  | 55   | 30 | 16 | 7  | 7  | 54 | 30 | +24  |                                             |
| 6    | Swift Hesperange    | 54   | 30 | 16 | 6  | 8  | 56 | 34 | +22  |                                             |
| 7    | Mondorf-les-Bains   | 53   | 30 | 16 | 5  | 9  | 53 | 39 | +14  |                                             |
| 8    | Jeunesse d'Esch     | 42   | 30 | 11 | 9  | 10 | 41 | 48 | −7   |                                             |
| 9    | Union Titus Pétange | 41   | 30 | 11 | 8  | 11 | 41 | 32 | +9   |                                             |
| 10   | Hostert             | 38   | 30 | 11 | 5  | 14 | 50 | 69 | −19  |                                             |
| 11   | Victoria Rosport    | 34   | 30 | 8  | 10 | 12 | 29 | 45 | −16  |                                             |
| 12   | Rodange 91          | 29   | 30 | 7  | 8  | 15 | 40 | 62 | −22  |                                             |
| 13   | Wiltz 71 (D)        | 29   | 30 | 8  | 5  | 17 | 37 | 61 | −24  | Playoff de relegación                       |
| 14   | Bettembourg (D)     | 23   | 30 | 7  | 2  | 21 | 29 | 59 | −30  | Playoff de relegación                       |
| 15   | Fola Esch (D)       | 14   | 30 | 4  | 2  | 24 | 18 | 78 | −60  | División de Honor 2025-26                   |
| 16   | Mondercange (D)     | 12   | 30 | 3  | 3  | 24 | 21 | 74 | −53  | División de Honor 2025-26                   |

Actualizado a los partidos jugados el 18 de mayo de 2025.
 Fuente: Soccerway
Notas:
1. ↑  El campeon Differdange 03 se clasifico a la Liga de Campeones el segundo clasifica a la Liga Conferencia

## Resultados
| Local \ Visitante   | BET | D03 | FOL | F91 | HOS | JEU | MON | MLB | PRO | RAC | R91 | SWI | UNA | UTP | VIC | W71 |
| ------------------- | --- | --- | --- | --- | --- | --- | --- | --- | --- | --- | --- | --- | --- | --- | --- | --- |
| Bettembourg         | —   | 0–3 | 2–0 | 0–3 | 2–4 | 1–2 | 2–1 | 1–2 | 1–3 | 0–0 | 1–2 | 3–0 | 0–4 | 1–3 | 1–2 | 0–1 |
| Differdange 03      | 1–0 | —   | 4–0 | 3–0 | 4–0 | 1–0 | 4–0 | 3–0 | 1–0 | 1–1 | 0–0 | 0–0 | 2–0 | 2–0 | 3–0 | 4–1 |
| Fola Esch           | 0–2 | 0–5 | —   | 0–2 | 0–4 | 0–1 | 1–0 | 0–4 | 0–2 | 0–3 | 1–5 | 0–3 | 0–1 | 0–0 | 1–4 | 1–0 |
| F91 Dudelange       | 0–2 | 0–1 | 6–1 | —   | 3–0 | 1–1 | 2–3 | 3–1 | 1–0 | 2–4 | 3–2 | 4–3 | 1–3 | 1–1 | 3–0 | 3–1 |
| Hostert             | 1–3 | 1–3 | 2–1 | 1–1 | —   | 0–0 | 2–1 | 2–1 | 1–3 | 1–0 | 4–3 | 1–5 | 2–2 | 1–8 | 1–4 | 3–4 |
| Jeunesse d'Esch     | 5–1 | 0–2 | 4–2 | 2–0 | 0–3 | —   | 3–0 | 1–1 | 3–1 | 2–1 | 3–2 | 3–3 | 3–2 | 0–0 | 1–1 | 1–1 |
| Mondercange         | 0–2 | 1–2 | 0–1 | 0–2 | 2–4 | 1–0 | —   | 1–2 | 0–2 | 0–4 | 0–2 | 1–2 | 1–1 | 0–2 | 1–1 | 0–3 |
| Mondorf-les-Bains   | 2–1 | 0–4 | 2–0 | 2–2 | 3–1 | 4–1 | 0–2 | —   | 2–1 | 0–1 | 1–1 | 4–0 | 1–1 | 1–0 | 2–3 | 3–2 |
| Progrès Niedercorn  | 1–0 | 0–2 | 5–2 | 2–1 | 3–2 | 3–0 | 7–2 | 1–1 | —   | 1–1 | 5–1 | 1–1 | 1–0 | 0–1 | 2–1 | 3–1 |
| Racing Union        | 1–0 | 1–0 | 2–1 | 1–1 | 4–1 | 2–0 | 5–2 | 3–0 | 1–3 | —   | 2–0 | 3–1 | 0–1 | 2–1 | 2–0 | 3–0 |
| Rodange 91          | 1–2 | 1–5 | 3–1 | 1–3 | 1–1 | 2–0 | 3–2 | 1–5 | 1–1 | 1–1 | —   | 0–2 | 2–2 | 0–0 | 0–0 | 4–2 |
| Swift Hesperange    | 1–0 | 0–2 | 2–0 | 0–4 | 3–0 | 5–1 | 0–0 | 0–3 | 1–0 | 1–0 | 4–0 | —   | 1–2 | 4–0 | 5–0 | 4–1 |
| UNA Strassen        | 3–0 | 1–0 | 3–0 | 0–1 | 2–1 | 5–0 | 5–0 | 1–3 | 1–1 | 0–0 | 4–0 | 0–2 | —   | 4–0 | 4–1 | 3–0 |
| Union Titus Pétange | 4–0 | 0–1 | 2–4 | 2–2 | 0–2 | 0–0 | 6–0 | 1–2 | 0–0 | 1–0 | 3–0 | 0–3 | 0–1 | —   | 0–0 | 1–0 |
| Victoria Rosport    | 1–1 | 0–2 | 1–0 | 0–3 | 1–2 | 1–1 | 2–0 | 1–0 | 0–0 | 0–2 | 1–0 | 1–1 | 0–3 | 1–2 | —   | 1–1 |
| Wiltz 71            | 3–2 | 0–4 | 4–1 | 0–4 | 2–2 | 2–3 | 2–0 | 0–2 | 1–2 | 1–0 | 3–1 | 0–0 | 0–3 | 0–3 | 1–1 | —   |

## Play-off de relegación
| Equipo 1       | Resultado      | Equipo 2        |
| -------------- | -------------- | --------------- |
| SC Bettembourg | 0–1            | Atert Bissen    |
| Wiltz 71       | 1–1 (4–5 pen.) | Jeunesse Canach |

## Máximos goleadores
Actualizado el 1 de junio de 2025.
| Pos. | Jugador         | Club               | Goles |
| ---- | --------------- | ------------------ | ----- |
| 1    | Matheus Souza   | UNA Strassen       | 23    |
| 2    | Yann Mabella    | Racing Union       | 22    |
| 3    | Samir Ali Hadji | F91 Dudelange      | 19    |
| 4    | Junior Burban   | Progrès Niedercorn | 18    |
| 4    | Dominik Stolz   | Swift Hesperange   | 18    |